# Amani Hosakere, Tumkur
Amani Hosakere là một làng thuộc tehsil Tumkur, huyện Tumkur, bang Karnataka, Ấn Độ.